# 布雷赫山
47°22′41″N 12°15′57″E / 47.3779528°N 12.265806°E

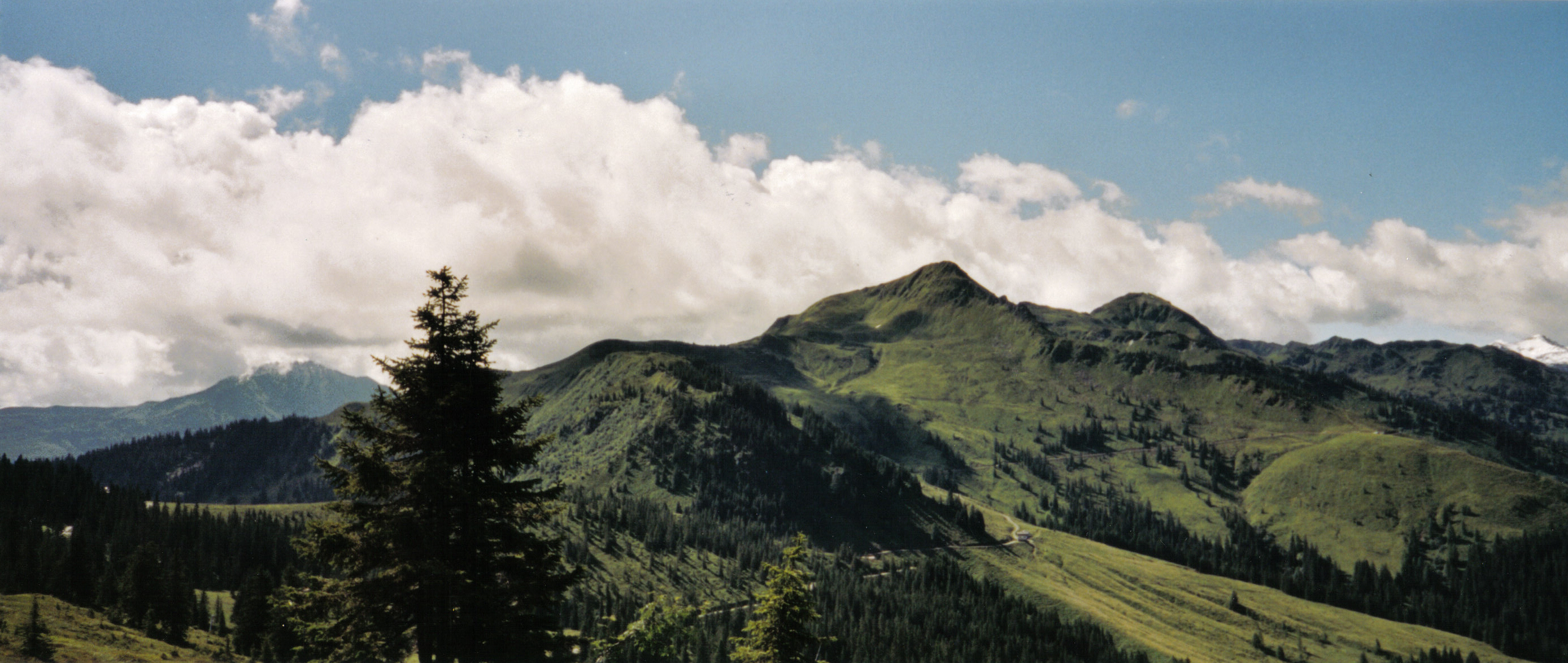

布雷赫山（德語：Brechhorn），是奧地利的山峰，位於該國西部，由蒂羅爾州負責管轄，屬於基茨比爾阿爾卑斯山脈的一部分，海拔高度2,032米，每年平均降雨量1,971毫米。